# محطة تنجر للطاقة الشمسية
تُعد محطة تنجر الشمسية سادس أكبر محطة للطاقة الشمسية في العالم اعتبارًا من ديسمبر 2021. وهي تقع في تشونجوي ، نينغشيا في الصين. تبلغ مساحتها 43 كم٢ . في عام 2018، كانت المحطة الشمسية ذات أكبر سعة طاقة قصوى (1,547 ميجاواط ).

## أنظر أيضا
- قائمة محطات الطاقة الكهروضوئية
- قائمة محطات الطاقة في الصين
- الطاقة الشمسية في الصين